# خوسيه ماريا سانشيز بوربون
خوسيه ماريا سانشيز بوربون هو كاتب وسياسي بنمي، ولد في 25 يوليو 1918 في Solarte Island ‏ في بنما، وتوفي في 8 نوفمبر 1973 في مدينة بنما في بنما.